# 빈 자연사 박물관

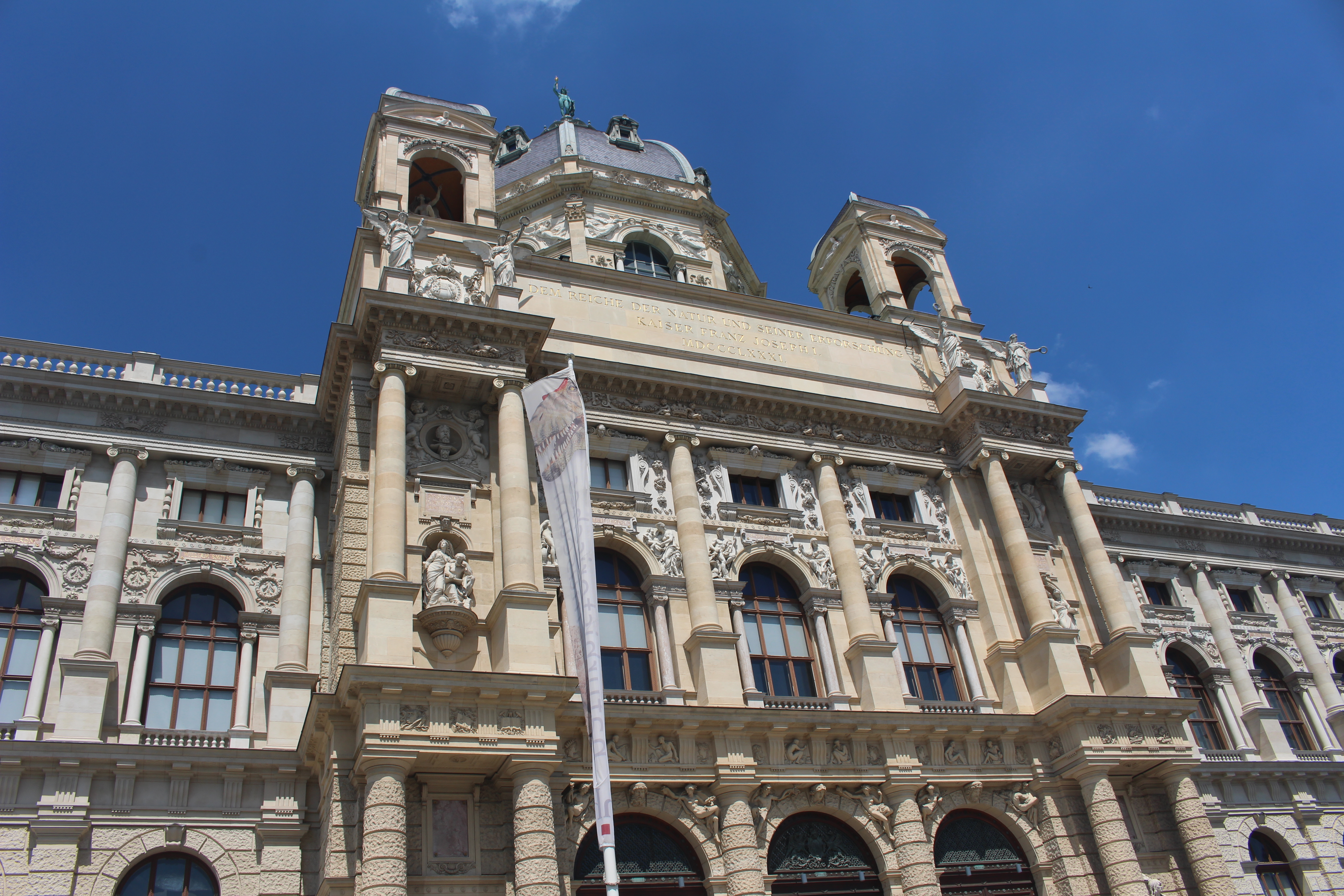
빈 자연사 박물관

빈 자연사 박물관(Natural History Museum Vienna)은 세계에서 가장 크고, 오래되고, 가장 주목할 만한 자연사 박물관 중 하나이다. 오스트리아 빈에 위치하며, 현재의 건물은 1889년에 완공되었다.
오늘날 약 3천만 점의 표본과 공예품을 소장하고 있다. 1750년, 마리아 테레지아의 남편인 로렌의 프란츠 1세 스테판 황제에 의해 설립되었다. 29,000년 전, 인류 최초의 비너스라고 일컬어지는 빌렌도르프의 비너스, 거의 완벽한 스텔러 바다 소(Steller's Sea Cow)의 뼈대, 거대한 공룡 뼈대, 그리고 세계에서 가장 크고 오래된 운석과 같이 유명하고 독특한 물건들로 구성되어 있다.
현대적인 운석(Meteor) 홀의 놀라운 티신트(Tissint) 화성 운석, 인류 진화에 관한 인류학 전시회, 비너스 석상 캐비닛을 포함한 화려한 선사 시대 전시회는 매년 3~4백만 명 이상의 방문객들이 방문하는 총 39개 갤러리의 하이라이트 중 최고로 손꼽힌다.
빈 자연사 박물관 연구실에서는 약 60여명의 과학자가 지구과학, 생명과학, 인문과학 등 다양한 분야의 기초연구를 하고 있다. 그 결과, 박물관은 기초과학 질문에 대한 지식의 보고가 되었고 현재 오스트리아에서 가장 큰 비대학 연구 기관 중 하나이다.